# مجلس السيادة السوداني
مجلس السيادة السوداني أو المجلس السيادي السوداني هو الجهة المنوط بها الإشراف على المرحلة الانتقالية في السودان والتي حددت بعدد 39 شهرًا. والمجلس جاء عقب اتفاق بين المجلس العسكري الانتقالي وتحالف قوى إعلان الحرية والتغيير السوداني، واتفق الجانبان على أن يتكون المجلس من 11 شخصًا، خمسة عسكريين يختارهم المجلس الانتقالي وخمسة مدنيين يختارهم تحالف قوى التغيير بالإضافة إلى مدني يتفق الجانبان على اختياره. والمجلس هو برئاسة عبد الفتاح البرهان الذي أدّى القسم الدستوري أمام مجلس القضاء السوداني يوم الأربعاء 21 أغسطس 2019.
تمرد العضو الثاني في مجلس السيادة محمد حمدان دقلو في 15/4/2023 وشن حرباً على القوات المسلحة السودانية كبدت الحرب الدعم السريع وقائده خسائر فادحة.

## تشكيل المجلس
جاء تشكيل المجلس عقب اتفاق بين المجلس العسكري الانتقالي وتحالف قوى إعلان الحرية والتغيير السوداني، حيث اتفق الجانبان على أن يكون أعضاؤه من 11 شخصًا، خمسة عسكريين يختارهم المجلس الانتقالي وخمسة مدنيين يختارهم تحالف قوى التغيير بالإضافة إلى مدني يتفق الجانبان على اختياره. وكان من المفترض أن يعلن تشكيل المجلس بشكل رسمي في 19 أغسطس 2019، إلا أن ذلك تأجّل بسبب سحب قوى التحالف قائمة مرشحيه بسبب خلافات داخلية، ثم عاد وقدّم قائمة ثانية في 20 أغسطس 2019، إثرها صدر مرسوم دستوري بتشكيل المجلس السياسي في نفس اليوم، ونُشرت أسماء أعضاء المجلس ونص المرسوم على تولّي عبد الفتاح البرهان رئاسة المجلس، حيث أدّى القسم الدستوري صباح يوم الأربعاء 21 أغسطس 2019، وذلك أمام مجلس القضاء السوداني، بينما أدّى أعضاء المجلس السيادي القسم ظهر ذات اليوم أمام رئيس المجلس السيادي. وبتشكيل المجلس السيادي حُلّ رسميًا المجلس العسكري الانتقالي الذي حكم البلاد منذ عزل الرئيس السوداني عمر البشير في 11 أبريل 2019.

## مدة ولاية المجلس
ستمتد ولاية المجلس السيادي لمدة تسعة وثلاثين شهرًا، تبدأ من آب أغسطس 2019 (تاريخ التوقيع على الوثيقة الدستورية).

## رئاسة المجلس
تنقسم رئاسة المجلس السيادي إلى فترتين، تمتد الأولى طيلة 21 شهرًا ويرأسها عضو يختاره الأعضاء العسكريون الخمسة في المجلس، في حين يرأس المدة الثانية الممتدة على 18 شهرًا، عضو مدني يختاره الأعضاء الخمسة المدنيون الذين اختارهم تحالف قوى إعلان الحرية والتغيير. وقد أدّى عبد الفتاح البرهان القسم الدستوري أمام مجلس القضاء السوداني صباح يوم الأربعاء 21 أغسطس 2019، ليصبح رسميًا رئيسًا للمجلس السيادي السوداني.

## صلاحيات المجلس
تشمل صلاحيات مجلس السيادة السوداني:
- تعيين رئيس مجلس الوزراء الذي تختاره قوى الحرية والتغيير.
- اعتماد أعضاء مجلس الوزراء الذين يعينهم رئيس مجلس الوزراء.
- اعتماد ولاة الولايات بعد تعيينهم من رئيس مجلس الوزراء.
- اعتماد تعيين أعضاء المجلس التشريعي الانتقالي.
- الموافقة على تشكيل مجلس القضاء العالي.
- اعتماد تعيين رئيس القضاء وقضاة المحكمة العليا ورئيس وأعضاء المحكمة الدستورية بعد ترشيحهم من قبل مجلس القضاء العالي.
- الموافقة على تعيين النائب العام بعد اختياره من قبل مجلس الوزراء.
- اعتماد سفراء السودان في الخارج بترشيح من مجلس الوزراء.
- قبول واعتماد السفراء الأجانب لدى السودان.

## أعضاء المجلس
يتشكل مجلس السيادة السوداني الخامس من 11 عضوًا، خمسة أعضاء عسكريين وخمسة مدنيين، إضافة إلى عضو عسكري متقاعد، وهم كل من:
- أعضاء المجلس الانتقالي العسكري:
  - الفريق أول ركن عبد الفتاح البرهان (رئيس المجلس السيادي)
  - الفريق مالك عقار
  - الفريق شمس الدين كباشي
  - الفريق ياسر عبد الرحمن حسن العطا
  - اللواء الركن مهندس إبراهيم جابر كريم
- أعضاء تحالف قوى إعلان الحرية والتغيير:
  - عائشة موسى السعيد "تقدمت بإستقالتها في 20 مايو 2021
  - حسن محمد إدريس قاضي
  - الصديق تاور كافي
  - محمد الفكي سليمان
  - محمد حسن عثمان التعايشي
- العضو الحادي عشر:
  - رجاء نيقولا عبد المسيح
- وبعد توقيع حكومة الفترة الانتقالية وفصائل «الجبهة الثورية» لاتفاقية السلام بجوبا في أكتوبر 2020، انضم إلى مجلس السيادة السوداني ثلاث أعضاء جدد في مارس 2021 وفقا لترتيبات تنفيذ اتفاقية السلام وهم:[5]
  - مالك عقار إير
  - الدكتور الهادي أدريس يحيى
  - الطاهر أبو بكر حجر